# Spin-Statistik-Theorem
Unter dem Spin-Statistik-Theorem der Quantenphysik versteht man die theoretische Begründung für den empirischen Befund, dass alle Elementarteilchen mit halbzahligem Spin der Fermi-Dirac-Statistik folgen, d. h. sog. Fermionen sind, hingegen alle Teilchen mit ganzzahligem Spin der Bose-Einstein-Statistik folgen, d. h. sog. Bosonen sind.

## Erläuterungen der Begriffe
Spin ist der Eigendrehimpuls der Teilchen. Alle derzeit nachgewiesenen Teilchen haben entweder ganzzahligen (0, 1, 2, …) oder halbzahligen (1/2, 3/2, 5/2, …) Spin, jeweils in Einheiten der reduzierten Planck-Konstanten {\displaystyle \textstyle \hbar ={\frac {h}{2\pi }}}.
Andererseits folgen alle Teilchen entweder der Fermi-Dirac- oder der Bose-Einstein-Statistik. Diese Statistiken beschreiben das kollektive Verhalten ununterscheidbarer Teilchen (der gleichen Sorte): jeweils nur ein einziges Fermion (Pauli-Prinzip), aber beliebig viele Bosonen können sich in einem bestimmten Quantenzustand befinden. Im Formalismus der Quantenmechanik wird das dadurch ausgedrückt, dass die Wellenfunktion einer Gruppe ununterscheidbarer Fermionen antisymmetrisch ist, d. h. bei Vertauschung der Parameter zweier Fermionen ihr Vorzeichen wechselt, während die Wellenfunktion einer Gruppe ununterscheidbarer Bosonen symmetrisch ist, d. h. bei Vertauschung der Parameter zweier Bosonen ihr Vorzeichen nicht ändert.
Beispiele für Fermionen sind Elektronen, Protonen und Neutronen, Beispiele für Bosonen sind Photonen, 4He-Atome und deren Kerne, die Alphateilchen.
Die Fermi-Dirac-Statistik liefert u. a. die Grundlage für die Erklärung des Periodensystems der Elemente und der Stabilität der Atome und der makroskopischen Materie, die Bose-Einstein-Statistik u. a. die Erklärung für die Suprafluidität des 4He bei niedrigen Temperaturen und des Laser-Prinzips.

## Entdeckung der Begründung
Obwohl der Spin und die beiden Statistiken schon 1926 bekannt waren, fanden erst Markus Fierz 1939 und Wolfgang Pauli 1940 theoretische Begründungen für den Zusammenhang von Spin und Statistik. In beiden Begründungen und den zahlreichen späteren Verallgemeinerungen und Verfeinerungen spielt die relativistische Quantenfeldtheorie eine entscheidende Rolle. Nach Pauli (und Fierz) folgt für Teilchen mit ganzzahligem Spin die Bose-Statistik daraus, dass Observable für raumartige Abstände kommensurabel sein müssen (relativistische Kausalität). Für Felder mit halbzahligem Spin folgt die Fermi-Statistik dagegen aus der Forderung der Existenz eines Zustands niedrigster Energie (Grundzustand). In beiden Fällen sind also relativistische Argumente ausschlaggebend. Einen gewissen ersten Abschluss fanden diese Bemühungen mit den Arbeiten von Gerhart Lüders und Bruno Zumino und N. Burgoyne und dargestellt in dem Buch von Arthur Wightman und Ray Streater. Lüders, Zumino und Burgoyne gaben insbesondere einen Beweis im Fall wechselwirkender Felder (Pauli behandelte nicht-wechselwirkende Felder). Es wurden aber auch einige Zusatzannahmen getroffen (positiv-definite Metrik im Hilbertraum, Vakuum als Zustand niedrigster Energie, entweder Kommutator oder Antikommutator für raumartige Abstände desselben Feldes). Feynman kritisierte diese Begründungen wegen ihrer Kompliziertheit und schloss, dass das grundlegende Prinzip nicht vollständig verstanden sei. Auch ein Artikel von Dwight E. Neuenschwander im American Journal of Physics, forderte dazu auf, eine einfachere Erklärung zu finden, was eine Reihe von Antworten hervorbrachte, die aber überwiegend zu dem Fazit kamen, dass auch zwanzig Jahre nach Feynmans Herausforderung kein wirklich einfacher Beweis in Sicht ist. Auch Ian Duck und George Sudarshan, die als Antwort ein Buch verfassten mit Reprints der wichtigsten Arbeiten und dem Versuch einer eigenen Erklärung (die auf der Behandlung durch Julian Schwinger aufbaut), mussten eingestehen, dass sie relativistische Argumente zwar zurückdrängen, die Herleitung aber nicht vollständig nicht-relativistisch durchführen konnten. Versuche, das Spin-Statistik-Theorem nichtrelativistisch abzuleiten, gelten als unzureichend bzw. als nicht überzeugend. Verschiedene Versuche dazu gab es von Michael Berry und anderen. Carl R. Hagen zeigte, dass in Galilei-kovarianten Feldtheorien (also dem nicht-relativistischen Grenzfall der Galileigruppe) kein Zusammenhang zwischen Spin und Statistik existiert (beide Statistiken sind bei beliebigem Spin möglich). und auch Arthur Wightman argumentierte, dass es im nichtrelativistischen Fall keine Verbindung von Spin und Statistik gibt.
Auch Argumente, die zur Erklärung topologische Eigenschaften der Drehgruppe heranziehen, wie von Feynman selbst in einer seiner letzten Veröffentlichungen, gelten als nicht überzeugend. Ein von Feynman herangezogenes, älteres Demonstrationsexperiment (Drehung einer in einer Hand gehaltenen Kaffeetasse durch Armbewegungen, die bei einfacher 360 Grad Drehung nicht in die Ausgangslage zurückfindet, sondern erst bei 720 Grad) zeigt das unterschiedliche Verhalten von Spinoren und Vektoren bei 360-Grad-Drehungen. Nach Robert C. Hilborn liefern diese Argumente bestenfalls eine Analogie, aber keinen Beweis.
Oscar Wallace Greenberg und Rabindra Mohapatra schlugen 1989 die Suche nach kleinen Verletzungen des Spin-Statistik-Theorems vor. Verallgemeinerte Statistiken (Anyon) zwischen denen von Fermionen und Bosonen sind bei Quasiteilchen in der Festkörperphysik diskutiert worden.

### Fachartikel
- Arthur Jabs: Connecting Spin and Statistics in Quantum Mechanics. In: Foundations of Physics. Band 40, Nr. 7, Juli 2010, S. 776–792, doi:10.1007/s10701-009-9351-4 (englisch).
  - Arthur Jabs: Addendum to: Connecting Spin and Statistics in Quantum Mechanics. In: Foundations of Physics. Band 40, Nr. 7, Juli 2010, S. 793–794, doi:10.1007/s10701-009-9377-7 (englisch).

### Fachbücher
- Ian Duck, E C G Sudarshan: Pauli and the Spin-Statistics Theorem. World Scientific, 1998, ISBN 981-02-3114-8, doi:10.1142/3457 (englisch).
  - Review von A. S. Wightman[19]

- Raymond F. Streater, Arthur S. Wightman: PCT, Spin and Statistics, and All That (= Princeton Landmarks in Mathematics and Physics). 1st pbk. print., with rev. pref. and corrections Auflage. Princeton University Press, Princeton, N.J 2000, ISBN 0-691-07062-8 (englisch, archive.org – Originaltitel: PCT, Spin and Statistics, and All That. 1964.).
  - Deutsche Auflage: PCT, Spin, Statistik und all das, BI-Hochschultaschenbücher, 1964